# 江川村 (兵庫県)
江川村（えかわむら）は、かつて兵庫県西部(西播磨地区)に存在していた村。佐用郡。
1955年、佐用町・平福町・長谷村・石井村と合併し、新たに佐用町となったため地方自治体として消滅した。
旧村域は現在の佐用町北西部に相当する。

## 概要
現在の佐用町豊福・仁方・福沢・西河内・大木谷(甲・乙)・淀・末包・東中山・大畠に相当する。

## 沿革
- 1889年（明治22年）4月1日 - 町村制施行に伴い、豊福村・淀村・末包村・大畠村・福沢村・仁方村・西河内村・大木谷村が合併し、佐用郡江川村を発足する。
- 1896年（明治29年）4月1日 - 岡山県吉野郡讃甘村の中山地区を編入する(現在の東中山)。
- 1955年（昭和30年）3月1日 - 佐用町、平福町、長谷村、石井村と合併し、新たに佐用町(2代目)が発足したため消滅する。

## 地域

### 教育
- 江川村立江川小学校(現在の佐用町立江川小学校）

現在は統廃合により、以下は廃止となっている。
- 佐用中学校江川分校(現在は佐用町本位田の佐用中学校に統合)

## 交通

### 鉄道
旧村域内には現在も鉄道は通っていない。

### 道路
- 高速道路
  - 鳥取自動車道が旧村域を通過している。
- 県道
  - 兵庫県道161号市場佐用線
  - 兵庫県道240号下庄佐用線
  - 兵庫県道524号才金宗行線